# Myodermidius rohani
Myodermidius rohani är en skalbaggsart som beskrevs av Thierry Bourgoin 1920. Myodermidius rohani ingår i släktet Myodermidius och familjen Cetoniidae. Inga underarter finns listade i Catalogue of Life.